# Semeniwka (obwód połtawski)
Semeniwka – osiedle typu miejskiego w obwodzie połtawskim Ukrainy, siedziba władz rejonu semeniwskiego.
Status osiedla typu miejskiego posiada od 1938.
W 1989 liczyła 8 240 mieszkańców.
W 2016 liczyła 6 217 mieszkańców.